# Ochthebius inermis
Ochthebius inermis är en skalbaggsart som beskrevs av Sharp 1884. Ochthebius inermis ingår i släktet Ochthebius och familjen vattenbrynsbaggar. Inga underarter finns listade i Catalogue of Life.